# Carl Julius Abel

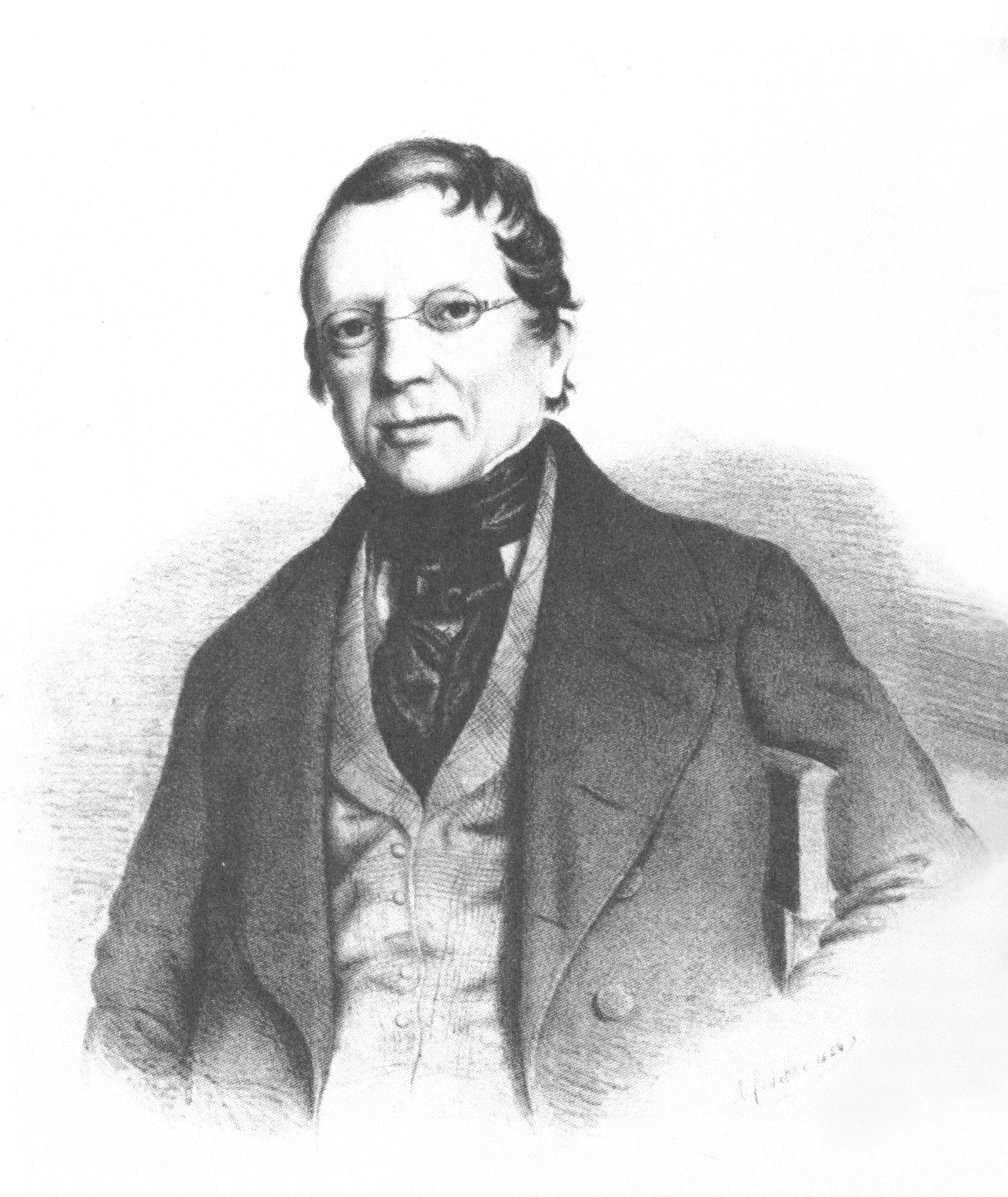
Carl Julius Abel (1858)

Carl Julius Abel, ab 1881 von Abel, (* 10. September 1818 in Ludwigsburg; † 10. Juli 1883 in Friedrichshafen) war ein deutscher Eisenbahningenieur und württembergischer Baubeamter. Er leitete in den 1860er und 1870er Jahren den Bau zahlreicher Eisenbahnstrecken.

## Leben
Abel wurde als Sohn des Kreisbaurats Ludwig Abel und einer Professorentochter geboren. Er war der zweitälteste Sohn unter insgesamt sieben Geschwistern. Sein Bruder Heinrich wurde Oberbürgermeister von Ludwigsburg und Landtagsabgeordneter. Eduard Mörike war ein Cousin. Bis 1833 besuchte Abel die Ludwigsburger Lateinschule, danach nahm er ein Jahr lang Unterricht im königlichen Generalmeisterstab. Von 1834 bis 1836 besuchte er die Stuttgarter königliche Gewerbeschule, um danach bis Ende 1839 an der Pariser École centrale des arts et manufactures sein Diplom als Ingenieur zu erwerben. Möglicherweise traf er hier zum ersten Mal mit Karl Etzel zusammen.
Zwischen 1840 und 1842 arbeitete Carl Julius Abel zunächst beim Bau der Eisenbahnstrecke Straßburg–Basel mit. Danach wechselte er als Praktikant nach Württemberg. Gemeinsam mit von Bühler unternahm er zunächst verschiedene Studienreisen ins Ausland. Nach seiner Anstellung als Eisenbahnbauinspektor unterstützte er Karl Etzel als Mitarbeiter beim Bau des Rosensteintunnels. Im Oktober 1845 erfolgte seine Beförderung zum „Inspektor und Vorstand des technischen Bureaus“. Danach arbeitete er unter der Leitung von Etzel und Knoll mit am Bau der Filstalbahn und der Geislinger Steige. Von 1846 bis 1850 leitete er beim Bau der Württembergischen Südbahn das Bauamt Biberach an der Riß unter Ludwig Friedrich Gaab.
1850 heiratete Abel, und er wurde erneut befördert. Da er nur über einen französischen, nicht aber über einen württembergischen Abschluss verfügte, lag sein Gehalt weiter auf dem gleichen Niveau wie bei seiner Einstellung. Aufgrund schleppender Bautätigkeit im württembergischen Eisenbahnwesen folgte er 1857 Etzel nach Ungarn, wo beide an der Planung der Strecke Groß-Kanisza–Stuhlweißenburg arbeiteten. Noch im gleichen Jahr wurde Abel in seine Heimat zurück berufen. Bei der Besetzung des Postens eines Baurats, der neu geschaffen wurde, um von Gaab zu entlasten, hatte er gegenüber seinen Konkurrenten Georg von Morlok zunächst das Nachsehen, wurde jedoch kurz danach ebenfalls zum Baurat berufen. 1869 folgte die Ernennung zum Oberbaurat, 1881 die Erhebung in den persönlichen Adelstand durch Verleihung des Ordens der Württembergischen Krone. Im Jahr 1876 ging Carl Julius Abel in den Ruhestand. Da unklar war, ob seine Praktikanten-Zeit der Gesamtzeit seiner geleisteten Dienstjahre zugerechnet werden würde, entstand zunächst ein Streit um die Höhe seiner Pension. König Karl entschied zu Abels Gunsten.
Am 10. Januar 1881 verübte ein Bauunternehmer ein Attentat auf Carl Julius Abel, der durch diese Schüsse lebensgefährlich verletzt wurde. Der Täter hatte zuvor in einem langwierigen Streit mit den Württembergischen Eisenbahnen gelegen, was ihn in den wirtschaftlichen Ruin getrieben hatte, und wollte mit seiner Tat Rache üben.
Am 10. Juli 1883 starb Carl Julius von Abel in Friedrichshafen.

## Wirken
Unter der Leitung von Abel entstanden die Kocherbahn (Heilbronn–Crailsheim, 1862–1867), die Strecke Heilbronn–Jagstfeld (1866), die Enzbahn (Pforzheim–Bad Wildbad, 1868), die Schwarzwaldbahn (Zuffenhausen–Calw, 1868–1872), die Nagoldbahn (Abschnitte Pforzheim–Calw und Nagold–Horb, 1874) und die Murrtalbahn (Waiblingen–Hessenthal, 1876–1880). Von ihm geplant, aber nicht mehr ausgeführt wurden der württembergische Abschnitt der Kraichgaubahn (Heilbronn–Eppingen, 1878–1880) und der Streckenast Backnang–Bietigheim/Ludwigsburg der Murrbahn (1879 und 1881).
Darüber hinaus leitete er zwischen 1860 und 1867 die Planung und Durchführung der Tiefbauarbeiten bei der ersten Erweiterung des Stuttgarter Hauptbahnhofs. Abel wurde als guter Eisenbahn-Ingenieur gelobt, während sich sein Kollege Morlok besonders als Architekt hervortat.